# المحقق كونان: نجم المليون دولار
المحقق كونان: نجم المليون دولار (باليابانية: 名探偵コナン 100万ドルの五稜星، بالروماجي: Meitanteikonan 100 man-doru no goryōsei) هو فيلم أنمي ياباني، وهو الفيلم الـ27 من سلسلة أفلام أنمي المحقق كونان المقتبسة من مانغا المحقق كونان للمؤلف غوشو أوياما. الفيلم من إخراج تشيكا ناغاوكا، وسيناريو تاكاهيرو اوكورا.
وصلت مبيعات تذاكر الفيلم إلى 15 مليار ين (93,95 مليون دولار) ليصبح بذلك الفيلم الأكثر مبيعًا في تاريخ سلسلة أفلام المحقق كونان.

## القصة
يصل إشعار من كايتو كيد إلى مستودع أونوي زايباتسو في مدينة هاكوداتي بمحافظة هوكايدو. هذه المرة، يهدف كيد إلى الحصول على سيف ياباني يُقال إنه مرتبط بتوشيزو هيجيكاتا، نائب قائد الشينسينغومي، الذي عاش في نهاية فترة إيدو. كيد الذي لطالما اهتم بالجواهر الكبيرة، يستهدف الآن هذا السيف. في هذه الأثناء، قام هيجي هاتوري، المحقق الرائع من الغرب، وكونان، أيضًا بزيارة الموقع لإقامة بطولة كندو التي ستقام في هاكوداتي. في يوم إعلان السرقة، يكتشف هيجي تمويه كيد ويطارده.
وفي الوقت نفسه، تم العثور على جثة تحمل جرحًا متقاطع على الصدر في منطقة مستودعات هاكوداتي. وخرج من التحقيق رجل ياباني أمريكي يعرف باسم "تاجر الموت" يعمل كتاجر أسلحة في جميع أنحاء آسيا. كان يبحث عن كنوز يعتقد أنها كانت مخبأة في مكان ما في هاكوداتي من قبل الرئيس الأول لعائلة أونوي، الذي كان مشاركاً بشكل كبير في صناعة الحرب خلال الحرب العالمية الثانية. تقول الشائعات أنه سلاح قوي لدرجة أنه يمكن أن يغير حالة الحرب التي كانت اليابان تخسرها في ذلك الوقت. ويبدو أن الكنز والسيف الذي يهدف إليه كيد لديهما صلة ما.

## الشخصيات
- كونان إيدوغاوا

أداء صوتي: مينامي تاكاياما
- ران موري

أداء صوتي: واكانا يامازاكي
- كوغورو موري

أداء صوتي: ريكيا كوياما
- كايتو كيد / كوروبا كايتو

أداء صوتي: كابي ياماغوتشي
- هيجي هاتوري

أداء صوتي: ريو هوريكاوا
- كازوها توياما

أداء صوتي: يوكو ميامورا
- هيجيكاتا توشيزو

أداء صوتي: كينجيرو تسودا